# Illar
Illar – gmina w Hiszpanii, w prowincji Almería, w Andaluzji, o powierzchni 19,19 km². W 2011 roku gmina liczyła 416 mieszkańców.